# Adriana quadripartita
Adriana quadripartita là một loài thực vật có hoa trong họ Đại kích. Loài này được (Labill.) Gaudich. mô tả khoa học đầu tiên năm 1830.